# Zunge (альбом)
Zunge (нем. — «Язык») — сольный дебютный студийный альбом немецкого певца Тилля Линдеманна, вышедший в открытый доступ 3 ноября 2023 года. Является первой полноформатной работой после ухода Петера Тэгтгрена из проекта Lindemann ввиду творческих разногласий.

## История выхода
8 сентября 2023 года, после завершения разбирательств об обвинениях в изнасиловании, а также анонсов новой песни на Amazon Music и в Instagram-аккаунте музыканта, длившихся с конца августа, на официальном канале Тилля на YouTube появился видеоклип на сингл «Zunge». Снят он был в Большом Московском государственном цирке под руководством Анны Цукановой-Котт. Тогда же стали доступны предварительные заказы на альбом в официальном магазине Rammstein. 29 сентября вышел клип «NSL», срежиссированный Сергеем Греем, объединяющий клипы синглов Nass, Schweiss и Lecker в одну временную цепочку. 27 октября 2023 года на медиаплощадках появился сингл Sport frei. CD-носители стали доступны с 17 ноября, а виниловые — с 1 декабря 2023.
Альбом, скорее всего, был записан и готов уже в 2021 году, о чем свидетельствует описание клипов. Более того, сингл «Ich hasse Kinder», который позже вошел в альбом, вышел в 2021 году. Интересно, что его обложкой стало изображение, созданное Дэном Зозулей для русского издания третьего сборника стихов Тилля Линдеманна 100 Gedichte (в русском издании — «Сто. Лирика»), но невошедшее в него. Существует мнение, что выпуск сборника на русском языке в марте 2023 года был одной из предпосылок к релизу грядущего, на тот момент, альбома.
17 сентября на YouTube вышел клип на песню «Übers Meer», режиссированный Зораном Бихачем, прежде работавшим с Rammstein и лично Тиллем.
В январе 2025 года официально появился на российских стриминговых сервисах, будучи перенесённым с лейбла DistroKid на лейбл Out of Line Music, уже выпустивший на тот момент новый сингл Тилля «Meine Welt».

### Оформление
На обложке изображен сам Тилль с изуродованным лицом, напоминающем лик зомби. Сверху слева изображен логотип «Till Lindemann», снизу само название Zunge. Изображения внутри буклета, вышедшего вместе с CD-носителями, выдержаны в той же стилистике. Помимо того, тексты песен, записанные в буклете, написаны изогнутым определенным образом курсивом шрифта Times New Roman, который был также использован на обложках синглов Nass, Schweiss и Lecker в чуть более абстрактном и хаотичном дизайне. Шрифт на обложке своей «рваной» стилистикой отсылает к альбому Rammstein под названием Sehnsucht, выпущенному в 1997 году.
Примечательно, что в буклете есть несоответствия фактическим текстам песен. В Selbst verliebt перепутаны местами строфы, а текст для бонусного трека и вовсе отсутствует в буклете. Также существуют различия между цифровым релизом и релизом на виниле: второй включает в себя пару дополнительных строк в конце песни «Tanzlehrerin» — Ich muss jetzt gehen (нем. «Мне пора идти»). Оцифрованную версию можно найти на YouTube.
Изображение, используемое для альбома за несколько недель до релиза в официальном linktree музыканта, позже было использовано для буклета.

## Связь со стихотворениями
Часть композиций так или иначе основывается на стихотворениях самого же Тилля Линдеманна из сборников In stillen Nächten (нем. В тихой ночи) и 100 Gedichte (нем. Сто. Лирика). Так, песня Zunge заимствует строчки из стихотворения Lachen ist gesund (нем. Смех полезен), Du hast kein Herz заимствует припев из стихотворений Kein Herz (нем. Нет сердца) и Wo ist dein Herz (нем. Где твоё сердце?), Nass — переработанное стихотворение Alles ist nass (нем. Всё мокрое), Schweiss основан на одноимённом стихотворении Schweiß (нем. Пот), а Selbst verliebt частично заимствует строчки из стихотворения Ich find mich gut (нем. Я хорош). Практика релиза песен, основанных на ранее опубликованных стихотворениях, неоднократно встречалась и в прошлых работах Линдеманна — как в Rammstein (например, Zick Zack), так и в сольных проектах. Сама тенденция заключается в, как правило, развитии или новом взгляде на концепцию, обозначенную в стихотворении. Также известно, что песня Lecker и часть музыкальной/лирической составляющей Zunge основаны на невыпущенной песне сольного проекта Тилля Линдеманна Na Chui под названием Eelsoup, попавшей в общий доступ летом 2023 года. Так, большая часть лирики вошла в Lecker, а припевом Zunge стал финальный куплет вышеупомянутой песни, т. е. «Meine Zunge hat keinen Knochen ...» (нем. Мой язык — без костей).

## Список композиций

### Оригинальный CD
Все тексты написаны Тиллем Линдеманном.
| №                   | Название                            | Музыка                                       | Перевод             | Длительность |
| ------------------- | ----------------------------------- | -------------------------------------------- | ------------------- | ------------ |
| 1.                  | «Zunge»                             | Дэниел Карелли                               | Язык                | 4:35         |
| 2.                  | «Sport frei»                        | Скай ван Хофф                                | Физкульт-привет     | 4:12         |
| 3.                  | «Altes Fleisch»                     | Скай ван Хофф                                | Старая плоть        | 4:24         |
| 4.                  | «Übers Meer»                        | Лоис Касс, Олсен Инвольтини, Тилль Линдеманн | Над морем           | 3:19         |
| 5.                  | «Du hast kein Herz»                 | Скай ван Хофф                                | У тебя нет сердца   | 3:52         |
| 6.                  | «Tanzlehrerin»                      | Скай ван Хофф                                | Учительница танцев  | 4:22         |
| 7.                  | «Ich hasse Kinder»                  | Скай ван Хофф                                | Я ненавижу детей    | 3:52         |
| 8.                  | «Nass»                              | Дэниел Карелли                               | Влажный             | 3:53         |
| 9.                  | «Alles für die Kinder»              | Клеменс Вейерс                               | Всё для детей       | 3:50         |
| 10.                 | «Schweiss»                          | Скай ван Хофф                                | Пот                 | 4:01         |
| 11.                 | «Lecker»                            | Дэниел Карелли                               | Вкусный             | 3:31         |
| 12.                 | «Selbst verliebt» (+ бонусный трек) | Дэниел Карелли                               | Самовлюбленный      | 6:28         |
| Общая длительность: | Общая длительность:                 | Общая длительность:                          | Общая длительность: | 50:24        |

### Медиаплощадки
Все тексты написаны Тиллем Линдеманном.
| №                   | Название                            | Музыка                                       | Перевод             | Длительность |
| ------------------- | ----------------------------------- | -------------------------------------------- | ------------------- | ------------ |
| 1.                  | «Zunge»                             | Дэниел Карелли                               | Язык                | 4:35         |
| 2.                  | «Sport frei»                        | Скай ван Хофф                                | Физкульт-привет     | 4:12         |
| 3.                  | «Altes Fleisch»                     | Скай ван Хофф                                | Старая плоть        | 4:24         |
| 4.                  | «Übers Meer»                        | Лоис Касс, Олсен Инвольтини, Тилль Линдеманн | Над морем           | 3:19         |
| 5.                  | «Du hast kein Herz»                 | Скай ван Хофф                                | У тебя нет сердца   | 3:52         |
| 6.                  | «Tanzlehrerin»                      | Скай ван Хофф                                | Учительница танцев  | 4:22         |
| 7.                  | «Nass»                              | Дэниел Карелли                               | Влажный             | 3:53         |
| 8.                  | «Alles für die Kinder»              | Клеменс Вейерс                               | Всё для детей       | 3:50         |
| 9.                  | «Schweiss»                          | Скай ван Хофф                                | Пот                 | 4:01         |
| 10.                 | «Lecker»                            | Дэниел Карелли                               | Вкусный             | 3:31         |
| 11.                 | «Selbst verliebt» (+ бонусный трек) | Дэниел Карелли                               | Самовлюбленный      | 6:28         |
| Общая длительность: | Общая длительность:                 | Общая длительность:                          | Общая длительность: | 46:32        |